# Pavona (Albano Laziale)
Pavona is een plaats (frazione) in de Italiaanse gemeente Albano Laziale.